# Patrizia Piccinini
Patrizia Piccinini (Vicenza, 5 marzo 1959) è un'attrice italiana.
Si è formata alla Scuola di teatro Alessandra Galante Garrone di Bologna.

## Filmografia
- Unter Freunden - Tra amici, regia di Lukas Stepanik (1987)
- Cronaca nera, regia di Faliero Rosati (1987)
- Parco Valentino, regia di Giorgio Fabris (1989)
- L'aria serena dell'ovest, regia di Silvio Soldini (1990)
- Antelope Cobbler, regia di Antonio Falduto (1991)
- Faccia di lepre, regia di Liliana Ginanneschi (1991)
- Per non dimenticare, regia di Massimo Martelli (1992)
- Condannato a nozze, regia di Giuseppe Piccioni (1992)
- Senza pelle, regia di Alessandro D'Alatri (1994)
- La vera vita di Antonio H., regia di Enzo Monteleone (1994)
- Bidoni, regia di Felice Farina (1995)
- Annata di pregio, regia di Egidio Eronico (1995)
- Jack Frusciante è uscito dal gruppo, regia di Enza Negroni (1996)
- Il cielo è sempre più blu, regia di Antonello Grimaldi (1996)
- Vesna va veloce, regia di Carlo Mazzacurati (1996)
- Finalmente soli, regia di Umberto Marino (1997)
- Il caso Gadamer, regia di Vieri Franchini Stappo (1997)
- L'estate di Davide, regia di Carlo Mazzacurati (1998)
- Radiofreccia, regia di Luciano Ligabue (1998)
- Avere o leggere?, regia di Carlo Sarti (1998)
- Domani, regia di Francesca Archibugi (2001)
- Nome di donna, regia di Marco Tullio Giordana (2018)
- Le Favolose, regia di Roberta Torre (2022)